# Avamposto telegrafico
Avamposto telegrafico (Overland Telegraph) è un film del 1951 diretto da Lesley Selander.
È un western statunitense con Tim Holt, Gail Davis, Hugh Beaumont, Mari Blanchard, George Nader e Robert J. Wilke.

## Produzione
Il film, diretto da Lesley Selander su una sceneggiatura di Adele Buffington e un soggetto di Carroll Young, fu prodotto da Herman Schlom per la RKO Radio Pictures e girato a Santa Clarita, nell'Andy Jauregui Ranch a Newhall, nell'Iverson Ranch a Chatsworth, e nelWalker Ranch a Newhall, California, dal 19 giugno a fine giugno 1951.

## Distribuzione
Il film fu distribuito con il titolo Overland Telegraph negli Stati Uniti dal 15 dicembre 1951 al cinema dalla RKO Radio Pictures.
Altre distribuzioni:
- in Giappone il 26 febbraio 1958
- in Brasile (Sabotagem no Prado)
- in Italia (Avamposto telegrafico)

## Promozione
Le tagline sono:
- Tim HOLT...RIDING THE RANGE WITH ROARING SIX-GUNS!
- OLD WEST ABLAZE IN FIGHT FOR NATION'S LIFELINE...--and Tim's in the thick of it!
- Gun-Mad Badmen vs. Telegraph Heroes!